# District de Thanjavur
Le district de Thanjavur (Tamoul: தஞ்சாவூர் மாவட்டம்) est un district de l'État du Tamil Nadu en Inde.
Son chef-lieu est la ville de Tanjore.

## Situation géographique
Le district est situé au centre du Tamil Nadu entouré au Nord-Est par le district de Mayiladuthurai, à l'Est par le district de Tiruvarur, à l'Ouest par le district de Pudukkottai et au Nord-Ouest par le district de Tiruchirappalli et au Nord par le district d'Ariyalur. Il est également traversé par le fleuve Kaveri et la rivière Kollidam formant le delta le plus fertile de l'État.

## Démographie
Au recensement de 2011 sa population était de 2 405 890 habitants pour une superficie de 3 411 km2.

## Liste des Taluk
Il est divisé en huit Taluk :
- Kumbakonam
- Orathanadu
- Papanasam
- Pattukkottai
- Peravurani
- Thanjavur
- Thiruvaiyaru
- Thiruvidaimarudur

### Article lié
- Liste des districts du Tamil Nadu